# Heimatmuseum Zobten

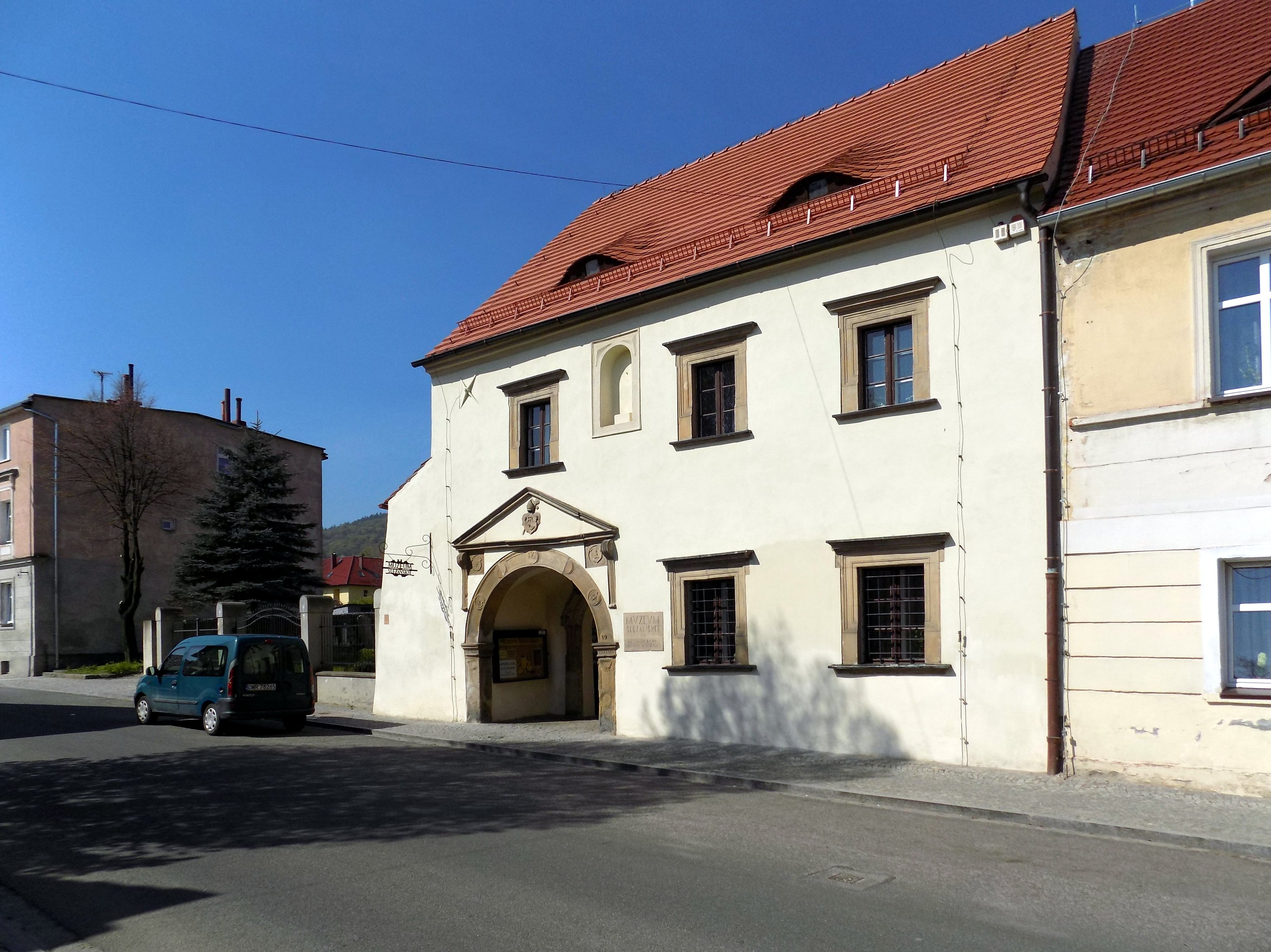
Heimatmuseum Zobten

Das Stanisław-Dunajewski-Museum (polnisch Muzeum Ślężańskie im. Stanisława Dunajewskiego) ist das Heimatmuseum in Sobótka (deutsch Zobten), einer Stadt im Powiat Wrocławski der Woiwodschaft Niederschlesien in Polen.
Das Museum wurde 1962 gegründet und gilt als Fortsetzung der Tradition des 1926 gegründeten deutschen Heimatmuseums. Seit 1995 gibt es auch eine Kunstgalerie, in der unter anderem Werke von Wiesław Ochman, Edward Lutczyn, Jerzy Duda-Gracz, Stasys Eidrigevicius, Franciszek Maśluszczak und Tomasz Sętowski gezeigt werden. Beide Einrichtungen befanden sich im Abthaus – einem ehemaligen Spitalgebäude.
Das Museum verfügt über zwei Dauerausstellungen: „Wierzenia dawnych Słowian“ (Volksglaube der alten Slawen) und eine Ausstellung zur Fauna und Flora am Zobtenberg.